# Осирак
«Осирак» («Озирак», «Таммуз») — иракский ядерный реактор класса «Осирис».
«Осирак» — бассейновый реактор на лёгкой воде, играющей роль как замедлителя, так и теплоносителя. Мощность реактора — 40 МВт.
Реактор «Осирак» был построен Францией для Ирака на рубеже 1970—1980-х годов. Всего было изготовлено три реактора: первые два, получившие в Ираке названия «Таммуз-1» и «Таммуз-2» в честь месяца в арабском календаре, в котором произошла июльская революция 1958 года, были уничтожены ещё до доставки в Ирак во французском порту Ля Сиен-сюр-Мер около Тулона агентами израильского «Моссада»; последний серьёзно повреждён до заполнения топливом во время операции «Опера», проведённой израильскими ВВС.
Реактор располагался в Центре ядерных исследований Тувайта в 15 км к югу от Багдада.  При использовании обогащённого урана и «горячих камер», пригодных для выделения плутония из топливных элементов реактора, он позволял создать плутониевую бомбу.